# The Rise and Fall of Ziggy Stardust and the Spiders from Mars
The Rise and Fall of Ziggy Stardust and the Spiders from Mars (с англ. — «Взлёт и падение Зигги Стардаста и Пауков с Марса»; часто сокращается до Ziggy Stardust) — пятый альбом британского рок-музыканта Дэвида Боуи, изданный 16 июня 1972 года на лейбле RCA Records. Пластинка была спродюсирована Боуи при поддержке Кена Скотта и записана вместе с аккомпанирующей группой The Spiders from Mars, состоящей из Мика Ронсона, Тревора Болдера и Мика Вудманси. Большинство песен были сочинены примерно в то же время, что и материал для предыдущего релиза музыканта — Hunky Dory (1971). Первые сессии Ziggy Stardust начались в ноябре 1971 года, по завершении работы над предшественником. Работа продолжилась в лондонской студии Trident в начале февраля 1972-го.
Ziggy Stardust, охарактеризованный критиками как концептуальный альбом и рок-опера, рассказывает историю одноимённого альтер-эго автора — вымышленной андрогинной и бисексуальной рок-звезды — который прилетает на Землю в качестве спасителя перед надвигающейся экологической катастрофой. Зигги завоевывает сердца фанатов, но в итоге попадает к ним в опалу, поддавшись гордыне. Персонаж представляет собой коллективный образ из нескольких музыкантов, в том числе Винса Тейлора и Игги Попа. Большая часть концепции пластинки была разработана уже после того, как состоялась запись материала. В музыкальном плане преобладающие на пластинке глэм-рок и протопанк вдохновлены творчеством таких артистов как The Velvet Underground, T. Rex и The Stooges. В текстах песен затрагиваются вопросы фальшивости рок-музыки, различные политические аспекты, а также проблемы, связанные с употреблением наркотиков, темы гендерного самоопределения и бремени славы. Знаменитая обложка альбома, сфотографированная в монохромном режиме и перекрашенная вручную, была сделана в Лондоне возле ателье по пошиву меховой одежды «K. West».
Продвигаемый синглом «Starman» Ziggy Stardust занял 5-е место в Британии и 75-е в США. Альбом получил преимущественно положительные оценки от музыкальной прессы, бо́льшая часть критиков хвалила мелодичную составляющую и концепцию пластинки, однако некоторые не смогли понять основной посыл автора. Вскоре после релиза альбома (в начале июля 1972 года) Боуи был приглашён в британскую телепередачу Top of the Pops, где исполнил песню «Starman» — став знаменитым на всю страну. Амплуа Зигги активно использовалось артистом в последующем турне, из-за чего у него начались проблемы с самоидентификацией. Чтобы не стать заложником одного образа, Боуи создал нового персонажа для своей следующей пластинки Aladdin Sane (1973), которого описал как «Зигги едет в Америку». Впоследствии гастрольные материалы были выпущены в виде одноимённого концертного фильма, а также альбомов Ziggy Stardust: The Motion Picture (1983) и Live Santa Monica ’72 (2008).
По прошествии лет Ziggy Stardust закрепился в статусе одной из лучших работ Боуи и стал одним из завсегдатаев в рейтингах величайших альбомов в истории. В частности лонгплей занимает 35-е место в списке Rolling Stone «500 величайших альбомов всех времён», а также 23-ю позицию в аналогичном рейтинге New Musical Express. Первоначально Боуи вынашивал идеи для мюзикла на основе сюжета пластинки, однако этот проект так и не был реализован; позднее они были использованы для альбома Diamond Dogs (1974). Ziggy Stardust несколько раз переиздавался, в том числе с полностью ремастированным материалом к своему 40-летию. В 2017 году запись была внесена в Национальный реестр аудиозаписей Библиотеки Конгресса США как «культурно, исторически, и эстетически значимая».

## Предыстория
Вернувшись в Англию из рекламного турне по Соединённым Штатам (организованного с целью продвижения творчества артиста) в феврале 1971 года, Дэвид Боуи обосновался в Хэддон-холле и начал писать новый материал, по большей части вдохновлённый разнообразием американских музыкальных жанров. Он сочинил более трёх десятков песен, многие из которых вошли в альбомы Hunky Dory и Ziggy Stardust. Среди них были композиции «Moonage Daydream» и «Hang On to Yourself», которые он записал со своей недолго просуществовавшей группой Arnold Corns в феврале 1971 года и впоследствии переработал для Ziggy Stardust. Работа над следующей пластинкой — Hunky Dory — стартовала в июне 1971 года в лондонской студии Trident Studios. В сессиях участвовали музыканты, которые позже станут известны как The Spiders from Mars — гитарист Мик Ронсон, басист Тревор Болдер и барабанщик Мик Вудманси. В качестве продюсера был приглашён Кен Скотт, ранее работавший звукорежиссёром у The Beatles, а также над двумя предыдущими пластинками Боуи. В студии также присутствовал клавишник Рик Уэйкман, по окончании работы отклонивший предложение Боуи присоединиться к The Spiders, вместо этого став членом прогрессив-рок-группы Yes. По словам Вудманси, Hunky Dory и Ziggy Stardust были записаны практически подряд — друг за другом. The Spiders считали, что большинство песен из Hunky Dory не подходят для исполнения вживую, поэтому музыкантам нужен был альбом с новым материалом, который можно было бы использовать на концертах.
После того, как менеджер Боуи Тони Дефрис расторг контракт музыканта с Mercury Records, материал для будущего альбома был продемонстрирован нескольким американским лейблам, включая RCA Records. Глава компании Деннис Кац прослушал записи и усмотрел в них хитовый потенциал (так как упор был сделан на фортепиано, а не на акустическую гитару, что придавало песням «особый колорит»), 9 сентября 1971 года он подписал с Боуи контракт на выпуск трёх альбомов. В итоге сотрудничество музыканта с RCA продолжилось до конца десятилетия. Hunky Dory был выпущен 17 декабря и получил чрезвычайно положительные отзывы от музыкальной прессы, однако имел низкие продажи и не попал в британский чарт, отчасти из-за плохого маркетинга со стороны RCA. Представители лейбла узнали от Скотта, что Боуи собирается кардинально сменить имидж для своей следующей пластинки, поэтому они не смогли подобрать оптимальную стратегию для продвижения текущей.

## Запись и продюсирование

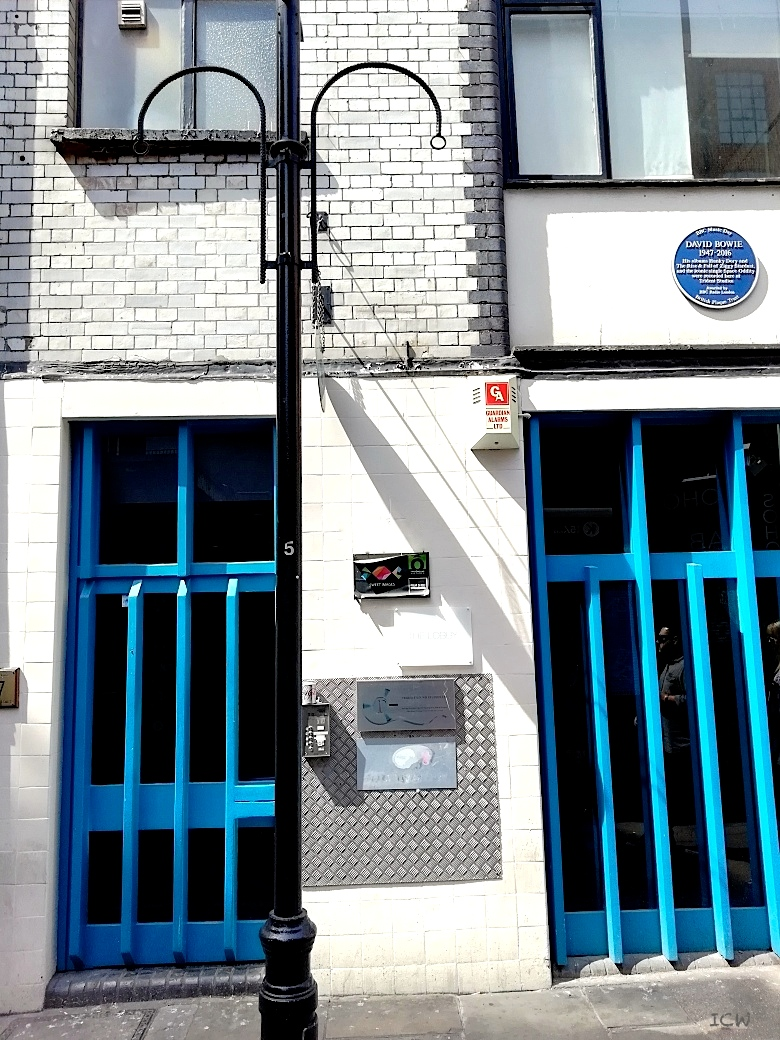
Бывшее здание Trident Studios в 2018 году, где был записан альбом

Первой песней, записанной для Ziggy Stardust, стала кавер-версия «It Ain’t Easy» Рона Дэвиса. Первоначально её планировали включить в Hunky Dory (поэтому она была готова ещё 9 июля), однако в итоге оставили для следующего альбома. Работа над Ziggy Stardust стартовала 8 ноября (на фоне предстоящего релиза Hunky Dory) при участии той же команды музыкантов, что и на предыдущем диске, за исключением Уэйкмана. В 2012 году Скотт сказал, что «95 процентов вокала в четырёх альбомах, которые я записал с Боуи как продюсер, сделаны с первого дубля». По словам биографа Николаса Пегга, «целеустремлённость» Боуи во время сессий была «решительной и непоколебимой»; он точно знал, чего хотел добиться в каждой песне. Поскольку большинство композиций было практически полностью записано вживую, Боуи вспоминал, что в некоторых моментах ему приходилось напевать сольные партии Ронсону. Это разительно отличалось от подхода Боуи к созданию альбома The Man Who Sold the World (1970), где Ронсон практически не получал инструкций и создавал свои сольные партии самостоятельно. В этот раз (а также на Hunky Dory) Боуи активно доводил свои идеи до гитариста, информируя о том, чего хотел достичь. Ронсон использовал электрогитару, подключенную к 100-ваттному усилителю Marshall, и педаль wah-wah, Боуи же играл на акустической ритм-гитаре.
8 ноября 1971 года группа записала черновые версии песен «Star» (тогда называвшейся «Rock ’n’ Roll Star») и «Hang On to Yourself», обе они были признаны неудачными. Произведения были перезаписаны три дня спустя, 11 ноября, вместе с композициями «Ziggy Stardust», «Looking For a Friend», «Velvet Goldmine» и «Sweet Head». На следующий день группа записала два дубля «Moonage Daydream», один дубль «Soul Love», два дубля «Lady Stardust» и два дубля новой версии трека «The Supermen» из альбома The Man Who Sold the World. Ещё через три дня, 15 ноября, группа записала «Five Years», а также незаконченные версии «It’s Gonna Rain Again» и «Shadow Man». Вудманси вспоминал, что процесс записи был очень стремительным. По словам барабанщика, они записывали песню, прослушивали её, и если оставались недовольны, они тут же перезаписывали, добиваясь нужного звучания. В тот день в последовательном порядке были записаны: кавер-версии песен Чака Берри «Around and Around» (под названием «Round and Round») и Жака Бреля «Amsterdam», а также новые версии «Holy Holy» и «Velvet Goldmine». По словам Пегга, альбом должен был выйти уже 15 декабря под названием Round and Round.
По окончании очередной сессии — 15 ноября — музыканты взяли перерыв на период зимних праздников. Воссоединившись 4 января 1972 года, группа провела трехдневные репетиции в студии Уилла Пэйлина Underhill Studios в Блэкхите, в рамках подготовки к финальной стадии работы. Записав несколько новых песен для радиопередачи Боба Харриса Sounds of the 70s (назвавшись The Spiders from Mars) в январе 1972 года, в том же месяце группа вернулась в Trident, чтобы начать работу над «Suffragette City» и «Rock ’n’ Roll Suicide». Получив жалобу от исполнительного директора RCA Денниса Каца на то, что в альбоме нет ни одного сингла, в ответ на это Боуи написал «Starman», заменив им «Round and Round» в трек-листе буквально в последнюю минуту. Согласно информации биографа Кевина Канна, рокировка произошла 2 февраля. Спустя два дня группа записала «Starman», а также «Suffragette City» и «Rock ’n’ Roll Suicide» — тем самым завершив сессии.

## Концепция
Ziggy Stardust посвящён истории бисексуального инопланетянина по имени Зигги Стардаст, космической рок-звезды. Изначально он не задумывался как концептуальный альбом; бо́льшая часть сюжета была придумана уже после записи лонгплея. Чтобы придать истории внутреннее единство, были переписаны тексты композиций «Star» (первоначально носившей название «Rock ’n’ Roll Star»), «Moonage Daydream» и «Hang On to Yourself». Некоторые рецензенты классифицировали пластинку как рок-оперу, хотя биограф певца, Пол Трынка, утверждал, что это не столько опера, сколько «коллекция зарисовок, собранных вместе и впоследствии разложенных в определённой последовательности, придающей им определённый смысл». Действующие лица пластинки были андрогинными. По словам Мика Вудманси, одежда, которую они носили, была «женственной и абсолютно возмутительной». Он также сказал, что внешность персонажей «определенно соотносилась с нашими бунтарскими творческими инстинктами». Обозреватель музыкального портала All About Jazz Ненад Георгиевски отмечал, что пластинка презентовалась с «сапогами на высоком каблуке, разноцветными платьями, экстравагантным макияжем и возмутительной сексуальностью». Боуи продумал свой новый андрогинный образ до мелочей. Он был высоко оценён критиками, но вызвал неоднозначную реакцию у публики.
Стивен Томас Эрлевайн назвал тексты песен пластинки «надломленными, параноидальными» и «вызывающими образы декадентского, разлагающегося будущего». Вне рамок общего нарратива, «Star» отражала превращение самого Боуи в рок-звезду и демонстрировала разочарование артиста в том, что он ещё не реализовал свой потенциал. Между тем, «It Ain’t Easy» вообще никак не связана с сюжетом. В свою очередь песни «Velvet Goldmine» и «Sweet Head» соответствовали общему повествованию, но обе содержали провокационный текст, из-за чего, вероятно, в итоге не попали на пластинку. Во время создания «Suffragette City» Боуи решил добавить в песню фальшивый финал, за которым следовала фраза «wham bam, thank you, ma’am». Помимо этого на протяжении всей композиции музыкант использовал американский сленг — «парень из новостей», «коп» и «ТВ» (вместо «диктор новостей», «полицейский» и «телик» соответственно) — и такой же акцент. Комментируя это произведение, Ричард Кромелин из Rolling Stone назвал образность и поэтические приёмы музыканта одними из самых «авантюрных» для того времени, а Джеймс Паркер из The Atlantic выразил мнение, что Боуи является «одним из самых сильных авторов текстов в истории рока».

## Обложка

Памятная доска для Зигги Стардаста на Хеддон-Стрит, где была сделана оригинальная фотография обложки альбома Ziggy Stardust